# Куторовщина (Ошмянский район)
Куторовщина (бел. Ку́тараўшчына) — деревня в Ошмянском районе Гродненской области Белоруссии. Входит в состав Борунского сельсовета.

## География
Рядом дорога Н6329.

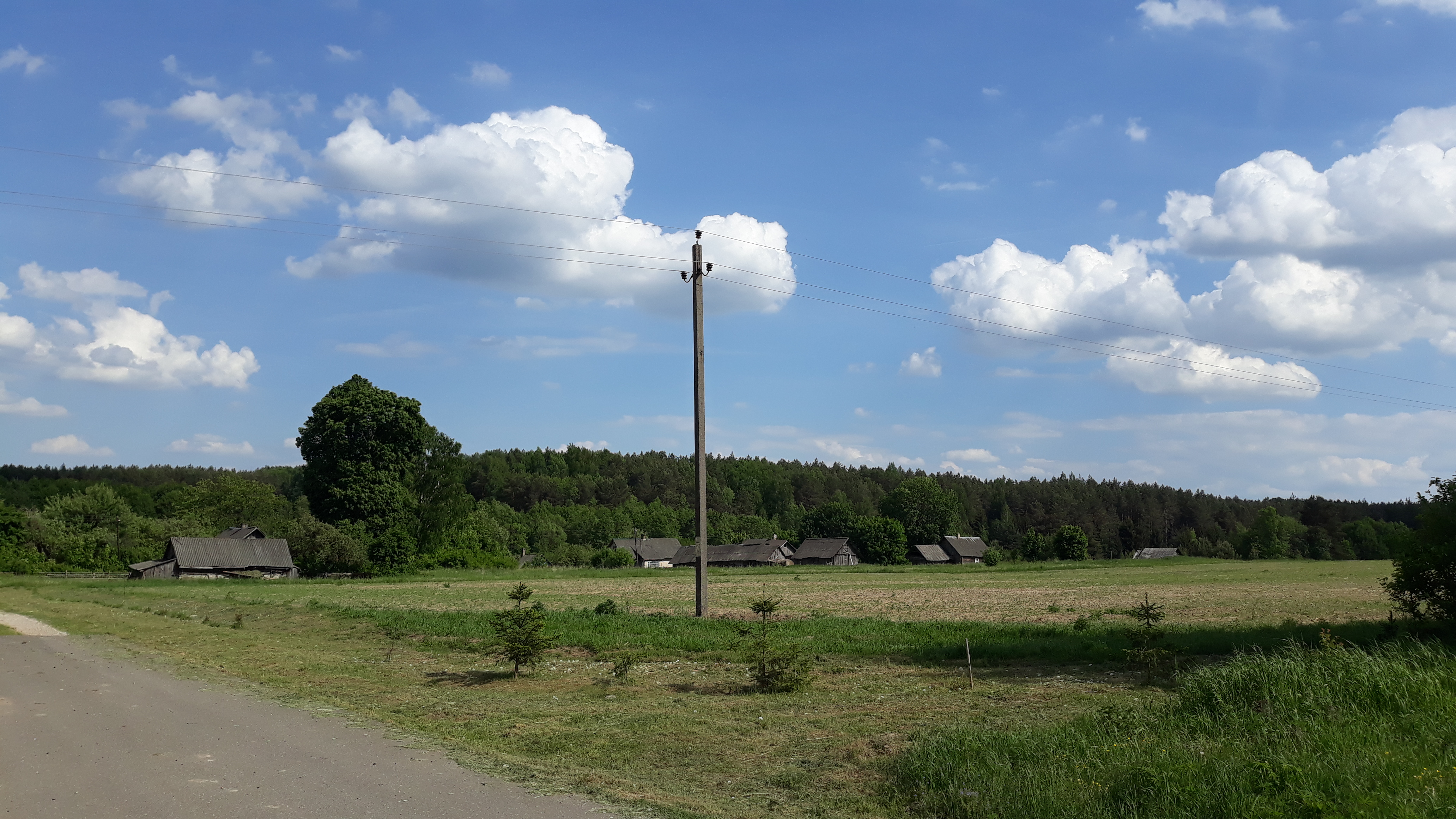

Ближайшие населённые пункты Федевичи, Черкасы и др.

## История
В 1905 году в Ошмянском уезде Куцевичской волости Виленской губернии.
До 17 января 1969 года деревня входила в состав Куцевичского сельсовета.

## Население

### Численность
- 2009 год — 8 человек

### Динамика
- 2009 год — 8 человек (перепись населения)[2]